# Wouldn’t Change a Thing
Wouldn't Change A Thing – piosenka australijskiej piosenkarki Kylie Minogue. Pochodzi ona z płyty Enjoy Yourself z 1989 roku.

## Teledysk
Teledysk ukazuje jak Kylie znajduje się w dużym ogrodzie w Londynie i bawi się sama ze sobą. Przeważają tu jednak sceny jak Kylie tańczy z tancerzami na niebieskiej scenie w różnych ubiorach.

## Lista utworów
CD single
1. Wouldn't Change A Thing – 3:17
2. Wouldn't Change A Thing (Your Thang Mix) – 7:10
3. Je Ne Sais Pas Pourquoi (The Revolutionary Mix) – 7:16

7" single
1. Wouldn't Change A Thing – 3:17
2. It's No Secret – 3:55

12" single
1. Wouldn't Change A Thing (Your Thang Mix) – 7:10
2. It's No Secret (Extended) – 5:46
3. Wouldn't Change A Thing (Instrumental) – 3:17

Australian CD single
1. Wouldn't Change A Thing (Your Thang Mix) – 7:10
2. Wouldn't Change A Thing – 3:17
3. Turn It Into Love – 3:37

## Wyniki na Listach  Przebojów
| Lista Przebojów (1989)    | Pozycja na Liście |
| ------------------------- | ----------------- |
| UK Singles Chart          | 2                 |
| Israel Singles Chart      | 2                 |
| Australia Singles Chart   | 6                 |
| Finnish Singles Chart     | 8                 |
| Eurochart Hot 100         | 11                |
| France Singles Chart      | 19                |
| New Zealand Singles Chart | 21                |
| Germany Singles Chart     | 24                |
| Sweden Singles Chart      | 26                |
| Switzerland Singles Chart | 27                |